# プリンスオブウェールズ島 (オーストラリア)

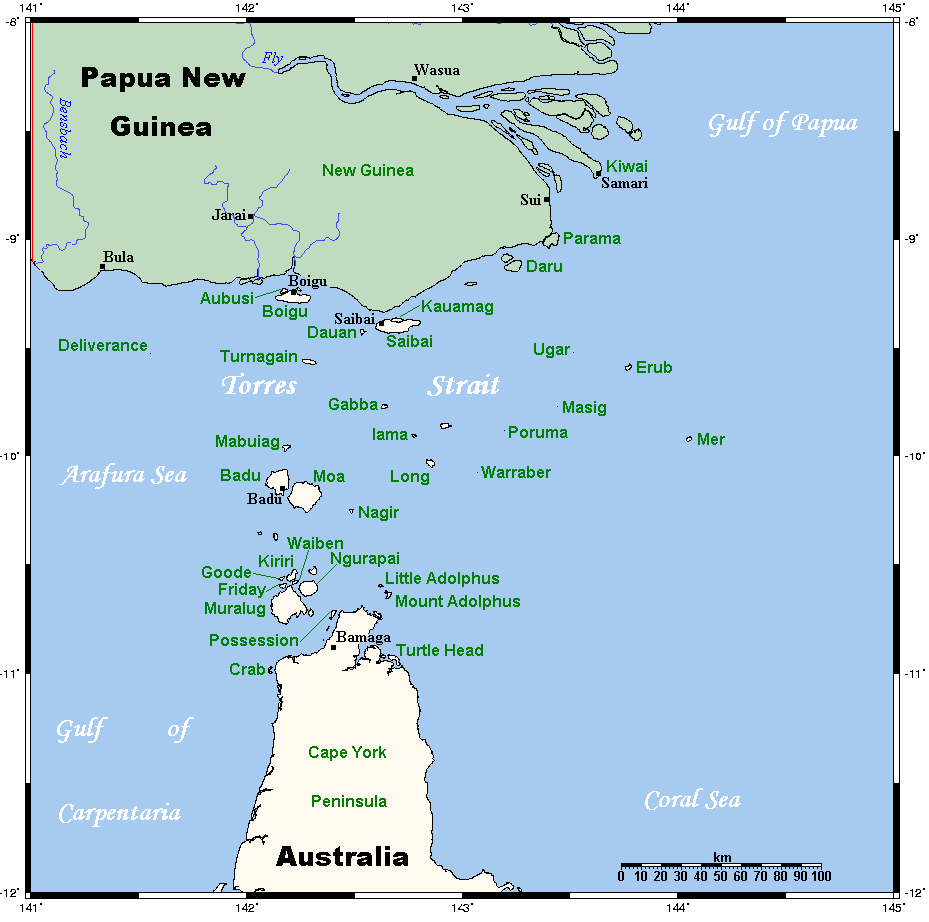

プリンスオブウェールズ島(プリンスオブウェールズとう、Prince of Wales Island)はトレス海峡諸島最南部にある島。トレス海峡諸島中、最大規模の島であり、別名Muralug島。トレス海峡の南部にあり、オーストラリア本土・ヨーク岬半島とはエンデバー水道で隔てられている。
行政面ではオーストラリア・クイーンズランド州に属する。面積は約180平方キロメートル、最高所の標高は約230m。主な集落は木曜島の対岸にあたる島の北東部にある。
座標: 南緯10度41分2.4秒 東経142度11分06秒 / 南緯10.684000度 東経142.18500度